# West Berkshire
West Berkshire er en selvstyrende kommune i Berkshire, England.
Kommunens administrationsby hedder Newbury.
Kommunen blev oprettet 1. april 1974, da nogle mindre kommuner blev lagt sammen.
Den 1. april 1998 blev grevskabsrådet i Berkshire nedlagt, og West Berkshire fik status som en selvstyrende kommune.

## Kendte indbyggere
Kate Middleton er født og opvokset i landsbyen Chapel Row, der ligger i kommunen.
51°24′03″N 1°19′25″V / 51.4009°N 1.3235°V